# Wohlstandsmüll
Das Wort Wohlstandsmüll als verächtliche Bezeichnung für Menschen, die nicht willens oder nicht in der Lage sind, zu arbeiten, wurde 1997 zum deutschen Unwort des Jahres gewählt. Es geht zurück auf den Ausspruch des damaligen Verwaltungsratspräsidenten von Nestlé, Helmut Maucher:

„Unsere Arbeitslosen werden relativ gut bezahlt. Und wir wissen, daß mit Prosperität auch – und das ist ein hartes Wort – ein gewisser ‚Wohlstandsmüll‘ entsteht: Leute, die saufen, Drogen nehmen, sich abgemeldet haben. Für Menschen die wirklich arbeiten wollen, gibt es immer noch Arbeit.“

## Abweichende Bedeutungen
Der Begriff „Wohlstandsmüll“ kann allerdings auch in einem anderen Kontext verwendet werden und erhält dadurch eine völlig andere Bedeutung:
1. Als Bezeichnung für die Überproduktion sowie die Produktion unnötiger und kurzlebiger Gegenstände in einer Konsumgesellschaft, oder
2. als Kritik am bedenkenlosen Konsumieren und Wegwerfen in einer sogenannten Wegwerfgesellschaft.